# Der höhere Befehl
Der höhere Befehl ist ein Filmdrama des Regisseurs Gerhard Lamprecht aus dem Jahr 1935. In der Hauptrolle verkörpert Siegfried Schürenberg den als „Weinhändler Schmidt“ getarnten Lord Beckhurst, der vom englischen König entsandt wurde, um mit Österreich, England und Preußen ein Bündnis gegen Napoleon zu schließen. Grundlage der Handlung des Films ist das ungeklärte Verschwinden des englischen Diplomaten Benjamin Bathurst im Jahr 1809.

## Handlung
Die Handlung des Films spielt in den Napoleonischen Kriegen Anfang des 19. Jahrhunderts im von Napoleon Bonaparte beherrschten Kontinentaleuropa der Franzosenzeit. Lord Beckhurst ist in geheimer Mission unterwegs, um für den englischen König ein Bündnis mit Österreich und Preußen gegen das französische Kaiserreich zu schmieden. Auf seiner Reise von Wien nach London gibt er sich als „Weinhändler Schmidt“ aus und lernt die junge französische Schauspielerin Madame Martin kennen, die er in seiner Kutsche mitnimmt. Als er im brandenburgischen Perleberg eine Rast einlegt, weiht er den Kommandanten der preußischen Garnison, Rittmeister von Droste, in seinen Auftrag ein und bittet ihn um Schutz auf dem Weg bis zur Grenze.
Am folgenden Abend findet ein Empfang statt. Der Lord trifft jedoch nicht ein und auch seine Begleitung, die ebenfalls eingeladene Madame Martin, ist spurlos verschwunden. Rittmeister von Droste befürchtet, Beckhurst könnte enttarnt worden sein. Er verdächtigt die Französin als Spionin, lässt sie aufspüren und trotz ihrer Unschuldsbeteuerungen in Perleberg ins Gefängnis werfen. Ein als französischer Spitzel bekannter Anwalt versucht, ihre Freilassung zu erwirken, wodurch sich von Drostes Verdacht verstärkt. Durch einen Trick gelingt es dem Rittmeister, das Versteck ausfindig zu machen, an dem der entführte Beckhurst festgehalten wird. Entgegen der Weisung seiner militärischen Vorgesetzten, denen im französisch besetzten Preußen die Hände gebunden sind, setzt er auf eigene Verantwortung die Befreiung des englischen Geheimdiplomaten durch, damit dieser seine Mission erfüllen kann. Droste quittiert den Dienst und verlässt seine Verlobte, um dem höheren Befehl der Vaterlandsliebe zu folgen und als Freikorpsführer gegen die Franzosenherrschaft zu kämpfen.

## Produktionsnotizen
Die Dreharbeiten fanden zwischen September und November 1935 statt, der Drehort war Ferch im Landkreis Potsdam-Mittelmark. Die Produktion leitete Erich Holder, Heinz Ritter fotografierte das Set. Für das Szenenbild waren Hans Sohnle und Otto Erdmann verantwortlich. Erich Kobler unterstützte Gerhard Lamprecht bei der Regiearbeit und Walter Pindter assistierte Robert Baberske und Curt Courant bei der Kameraführung.

## Erscheinungstermine und Filmtitel im Ausland
Uraufgeführt wurde der Film am 30. Dezember 1935 in Berlin im Ufa-Palast am Zoo. In den USA kam er am 30. März 1936 unter dem Titel The Higher Command in die Kinos. Der Film erschien auch in Österreich, in Griechenland (dort unter dem Titel Kat' anotatin diatagin) und in Italien (unter dem Titel Le spie di Napoleone).

## Rezeption
„Der Film erhielt als einer der ersten das Staatsprädikat ‚staatspolitisch und künstlerisch besonders wertvoll‘ und wurde nach 1945 von den Alliierten Militärregierungen in Deutschland verboten.“

## Zeitgenössische Filmkritik
In seiner Kolumne Der Tonfilm (in Der Wiener Tag, 26. Januar 1936) gibt Friedrich Porges zu bedenken: „In diesem Ufa-Film aus den Befreiungskriegen handelt es sich ihr [sic!, Druckfehler für ‚mehr‘] darum, zu zeigen, daß es einen ‚höheren‘ Befehl gibt, als den Dienstbefehl und daß auch ein besonders tüchtiger preußischer Offizier in die Lage geraten kann, aus Patriotismus patriotischer zu handeln, als es seinem Befehl entspricht. Karl Ludwig Diehl hat wieder einmal Gelegenheit, einen edlen, männlichen Offizier darzustellen und Lil Dagover, ihr hohes Können und ihre Verführungskünste zu zeigen. An Kostümen und Bauten ist nicht gespart worden, auch nicht an mitunter gutgesehenen Kleinstadtepisoden. Aber trotzdem bleibt diesem Prunkstreifen das letzte Verständnis versagt, denn die subtile Kenntnis preußischer Geschichte, die für das volle Verständnis der in diesem Film ausgesprochenen Absicht und Belehrung erforderlich wäre, fehlt bei uns.“